# Индырчское сельское поселение
И́ндырчское се́льское поселе́ние (чув. Йӑнтӑрччӑ ял тӑрӑхӗ) — муниципальное образование в составе Янтиковского района Чувашской Республики. 
Административный центр — село Индырчи.
На территории поселения находятся 4 населённых пункта:
- деревня Индырчи
- деревня Уразлино
- деревня Тенеево
- выселок Октябрь

Так же в деревне Индырчи есть средняя школа.

## Население
| 2010  | 2012  | 2013  | 2014  | 2015  | 2016  | 2017  |
| ----- | ----- | ----- | ----- | ----- | ----- | ----- |
| 1446  | ↘1411 | ↘1401 | ↘1388 | ↘1357 | ↘1340 | ↘1268 |
| 2018  | 2019  | 2020  | 2021  |       |       |       |
| ↘1245 | ↘1194 | ↘1157 | ↘1120 |       |       |       |